# Furcifer verrucosus
Furcifer verrucosus är en ödleart som beskrevs av  Cuvier 1829. Furcifer verrucosus ingår i släktet Furcifer och familjen kameleonter.
Arten förekommer på västra och södra Madagaskar. Honor lägger ägg.

## Underarter
Arten delas in i följande underarter:
- F. v. verrucosus
- F. v. semicristatus